# Elephas maximus asurus
L'elefant sirià (Elephas maximus asurus) és una subespècie extinta d'elefant asiàtic (Elephas maximus), de la qual constituïa la població més occidental, abans d'extingir-se durant l'antiguitat. S'han recuperat restes de l'esquelet d'E. m. asurus a l'Orient Mitjà (Turquia, Iraq i Síria) en un rang temporal que va des de fa tres milions d'anys fins a 100 anys aC.
Els antics artesans sirians van usar els ullals d'E. m. asurus per elaborar talles en vori. A Síria, la producció d'objectes amb vori va assolir el seu màxim durant el primer mil·lenni abans de Crist, època en què els arameus van realitzar esplèndides incrustacions de vori per a mobles. La cacera intensiva dels elefants sirians a causa del seu vori va acabar exterminant-los cap a l'any 100 aC.

## Descripció
Els elefants sirians van estar entre les subespècies més grans d'elefants asiàtics que hagin sobreviscut en temps històrics, mesurant 3.5 metres o més d'alçada fins a les espatlles. Les restes òssies no mostren més diferència respecte als elefants indis (Elephas maximus indicus), excepte per la mida. Un estudi de restes de 3.500 anys d'antiguitat provinents del llac Gavur situat al sud-oest de Kahramanmaraş (Turquia) va determinar que es trobaven dins de la variació genètica actual i pertanyien al grup β1 del clade principal β dels elefants asiàtics. Aquests posseïen a més un haplotip mitocondrial extremadament estrany que només s'havia reportat anteriorment en un exemplar modern d'elefant de Tailàndia, i es va situar l'origen d'aquest haplotip entre fa 3.700-58.700 anys. Les dades no van ser concloents quant a si aquesta població tenia un origen natural o un antropogènic, encara que el primer és la hipòtesi més afavorida.

## Distribució i hàbitat
A l'Àsia occidental, els elefants s'estenien des dels boscos de manglars del sud de l'Iran fins al sud d'Anatòlia, les estepes sirianes i fins i tot s'estenien fins a Israel. El rei assiri Asurnasirpal II presumia de caçar elefants, juntament amb bous salvatges i lleons.

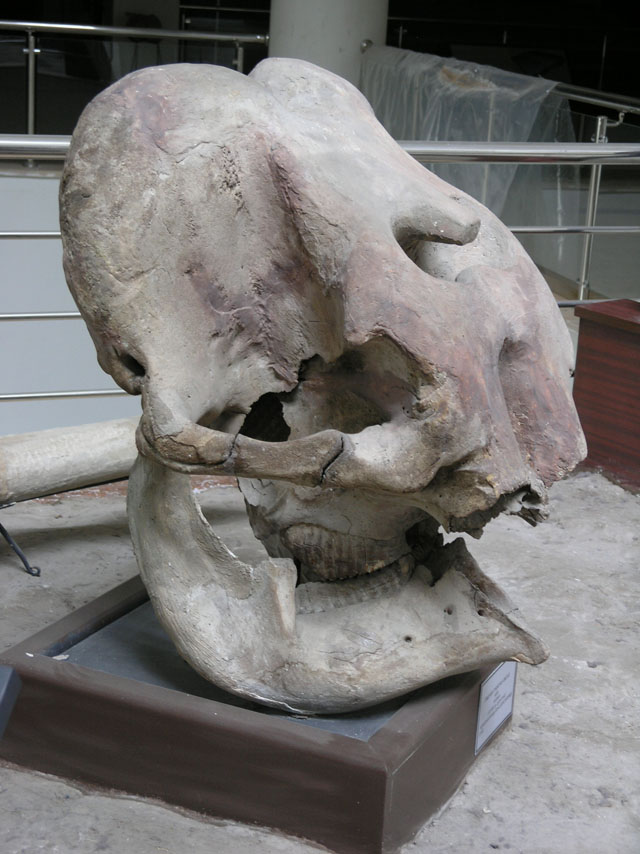
Crani del llac Gavur, Turquia
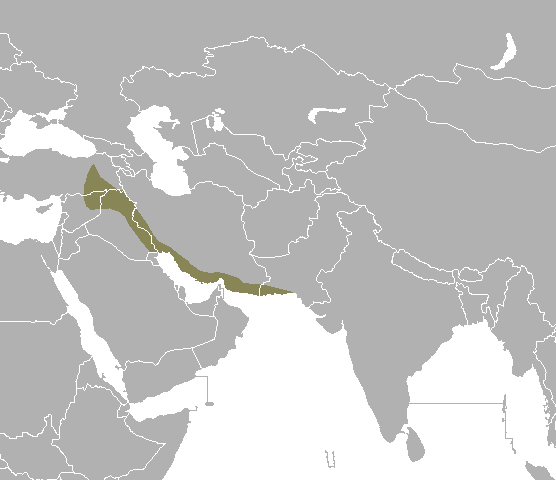
Àrea de distribució de l'Elephas maximus asurus

## Controvèrsia
No es coneixen restes d'Elephas a l'Orient Mitjà d'entre fa 200.000 anys fins fa 3.500 anys.
Aquest llarg hiat ha fet sospitar alguns acadèmics que aquests elefants asiàtics eren introduccions artificials a la regió, possiblement procedents de l'Índia, encara que això és difícil de provar. S'ha suggerit que la data d'extinció seria al voltant de l'any 700 aC, amb base en evidència històrica i osteoarqueològica. Això possiblement va ser degut als canvis climàtics i als nous usos de les terres que van tenir lloc durant l'inici de l'edat del ferro.
Els elefants «sirians» són esmentats amb freqüència en la història hel·lenística; els reis seleúcides, els qui mantenien contingents d'elefants de guerra, van regnar al territori sirià en aquells dies. Es creu que aquests elefants eren elefants indis (E. m. indicus), els quals eren adquirits pels reis seleúcides en les seves possessions orientals. Les fonts antigues, com els relats d'Estrabó i Polibi testifiquen que els reis Seleuc I i Antíoc III tenien grans quantitats d'elefants indis importats. Si aquests elefants indis eren importats a causa de l'escassetat d'elefants sirians nadius o degut a dificultats en l'entrenament i la domesticació dels mateixos per a la guerra roman sense resposta.
El general cartaginès Hanníbal va tenir un elefant de guerra conegut com a «Surus»; s'ha suggerit que el nom significa «el sirià» (o «amb un ullal»). Es deia que era el millor (i més gran) elefant. En aquest cas, l'elefant pot haver procedit dels ramats seleúcides, encara que només es pot especular si era un elefant indi importat o de fet era un elefant sirià; els elefants de guerra usats generalment pels cartaginesos, en contra del que es veu en algunes representacions populars, eren els petits elefants nord-africans, Loxodonta africana pharaoensis, una possible subespècie de l'elefant africà també extinta actualment.